# لويس ويلر سنو
لويس ويلر سنو (بالإنجليزية: Lois Wheeler Snow)‏ هي ناشِطة وممثلة أمريكية، ولدت في 12 يوليو 1920 في ستوكتون في الولايات المتحدة، وتوفيت في 3 أبريل 2018 في مدينة نيون في سويسرا.

## وصلات خارجية
- لويس ويلر سنو على موقع IMDb (الإنجليزية)
- لويس ويلر سنو على موقع قاعدة بيانات الفيلم (الإنجليزية)